# Love Madness

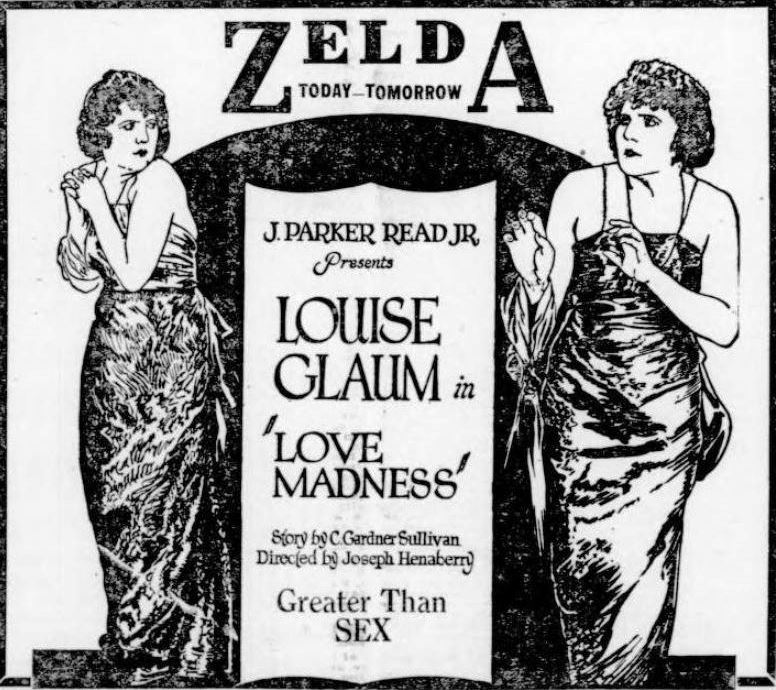
Annonce pour le film dans The Duluth Herald.

Love Madness est un film américain réalisé par Joseph Henabery et sorti en 1920.

## Synopsis
Le mari de Mary Norwood, de caractère peu affirmé, est piégé par une bande d'escrocs et envoyé en prison pour un meurtre qu'il n'a pas commis. Sa femme, croyant fermement à son innocence, assume le rôle d'une femme de confiance, entre dans le gang, apprend la vérité en dressant les membres du gang entre-eux. Elle les fait arrêter et libère son mari, qui sort renforcé de l'épreuve et devient un homme meilleur.

## Fiche technique
- Réalisation : Joseph Henabery
- Scénario : C. Gardner Sullivan
- Producteur : J. Parker Read Jr.
- Photographie : Charles J. Stumar
- Production : 	J. Parker Read Jr. Productions
- Distributeur : Hodkinson Pictures, Pathé Exchange
- Durée : 90 minutes
- Date de sortie : 29 août 1920

## Distribution
- Louise Glaum : Mary Norwood
- Matt Moore : Lloyd Norwood
- William Conklin : Joe the Swell
- Noah Beery : Jack Frost
- Jack Nelson : Pussyfoot Connor

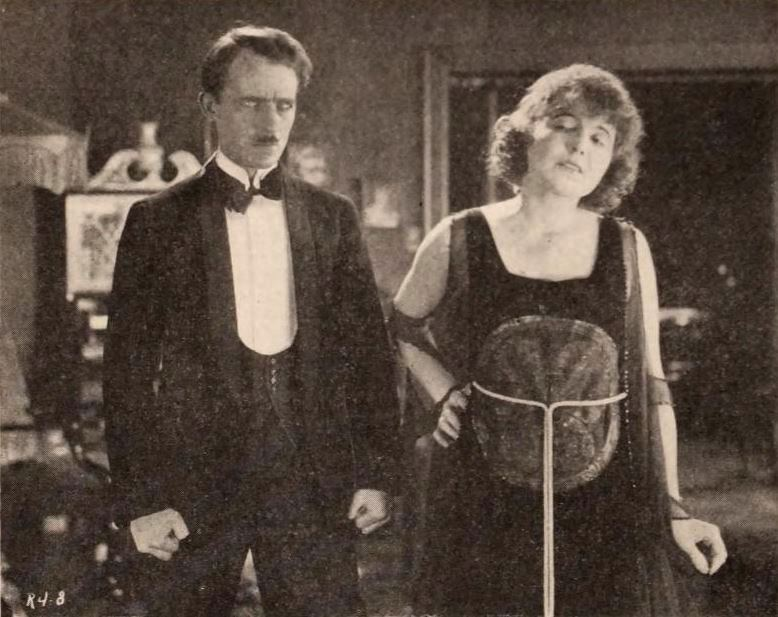
Louise Glaum et un acteur non identifié dans une scène du film.

- Arthur Millett as William B. Ashford
- Peggy Pearce : Goldie Lewis